# Іоланта (ім'я)
Іоланта — жіноче ім'я латинського походження, що означає «фіалка».

## Персоналії
- Іоланта Бохдаль (н. 1942) — польська актриса театру, кіно і телебачення, театральний режисер.
- Іоланта Вилюта (н. 1969) — литовська баскетболістка.
- Іоланта Грушніц-Новицька (н. 1955) — польська акторка кіно, театру і телебачення.
- Іоланта Єрусалимська (1211—1228) — королева Єрусалиму в 1212—1228 роках.
- Іоланта Льоте (н. 1942) — польська актриса театру і кіно.
- Іоланта Ломізе (н. 1937) — радянський і російський мистецтвознавець.
- Іоланта Польська (1235—1298) — принцеса будинку Арпадів, блаженна Римсько-католицької церкви.

## У мистецтві
- «Іоланта» — опера  П. І. Чайковського.
  - Фільм «Іоланта» — екранізація цієї опери.
- «Іоланта» — комічна опера, або оперета  Артура Саллівана.